# Giorgi Assanidse
Giorgij Leonidowitsch Assanidse (georgisch გიორგი ასანიძე, russisch Георгий Леонидович Асанидзе; * 30. August 1975 in Satschchere) ist ein georgischer Gewichtheber. Er war Olympiasieger im Jahre 2004 in Athen im Leichtschwergewicht (bis 85 kg Körpergewicht).

## Werdegang
Giorgi Assanidse begann als Jugendlicher in Tiflis mit dem Gewichtheben. Schon mit 17 Jahren kam er in die georgische Junioren-Nationalmannschaft der Gewichtheber und wurde als außergewöhnliches Talent von Nationaltrainer Iwan Grikurovi betreut.
1994 startete er erstmals bei einer internationalen Meisterschaft, der Junioren-Europameisterschaft in Rom, und belegte dabei im Leichtschwergewicht mit 340 kg im Zweikampf gleich einen hervorragenden 2. Platz. Im selben Jahr wurde er bei der Weltmeisterschaft der Senioren in Istanbul eingesetzt. Er steigerte sich dabei im Leichtschwergewicht auf 347,5 kg, die jedoch bei der starken Konkurrenz nur zum 16. Platz reichten.
1995 wurde er bei der Junioren-Europameisterschaft in Be’er Scheva in Israel im Leichtschwergewicht mit 350 kg wieder Zweiter und danach belegte er bei der Europameisterschaft der Senioren in Warschau mit 347,5 kg den 8. Platz. Im Herbst des Jahres 1995 feierte er bei der Weltmeisterschaft der Junioren, die ebenfalls in Warschau stattfand, seinen bis dahin größten Erfolg. Er wurde mit 360 kg (165 kg Reißen, 195 kg Stoßen) im Zweikampf Junioren-Weltmeister. Bald darauf kam jedoch das böse Erwachen für ihn, denn die bei dieser Veranstaltung genommene Doping-Probe war positiv. Der Weltmeistertitel der Junioren wurde ihm aberkannt und er wurde wegen Dopings für zwei Jahre gesperrt.
1998 startete er nach Ablauf seiner Sperre in Riesa bei der Europameisterschaft. Er hatte in das Mittelgewicht (bis 77 kg Körpergewicht) abtrainiert und erreichte mit 360 kg den 2. Platz. hinter Slatan Wanew aus Bulgarien, der die gleiche Last zur Hochstrecke brachte, selbst jedoch etwas leichter war.
Bei der Weltmeisterschaft 1999 in Athen startete Giorgi Assanidse wieder im Leichtschwergewicht. Er steigerte sich dabei auf 377,5 kg. Diese Leistung reichte jedoch nur zum 6. Platz. In ganz hervorragender Form stellte er sich bei der Europameisterschaft 2000 in Sofia vor. Er erreichte im Leichtschwergewicht im Zweikampf 390 kg und schaffte im Reißen mit 181 kg auch einen neuen Weltrekord. Als Mitfavorit fuhr er deshalb zu den Olympischen Spielen dieses Jahres nach Sydney. In Sydney lieferte er sich mit dem zweifachen Olympiasieger Pyrros Dimas aus Griechenland und Marc Huster aus Deutschland einen mitreißenden Dreikampf. Diese drei Heber erreichten im Zweikampf jeweils 390 kg. Die Medaillen mussten also nach dem Körpergewicht vergeben werden.
Dimas war der Leichteste und erhielt seine dritte Goldmedaille, Marc Huster, der 160 g schwerer als Dimas war, bekam die Silbermedaille und Giorgi Assanidse erhielt, als der schwerste dieser drei Sportler, die Bronzemedaille. Dabei hatte es Giorgi Assanidse in der Hand gehabt, die Goldmedaille zu gewinnen. Er hatte die 390 kg im Zweikampf nämlich schon nach seinem ersten Stoßversuch mit 210 kg erreicht. Er steigerte danach auf 215 kg, die er zweimal nicht schaffte. Hätte er 212,5 kg genommen, die er wohl eher geschafft hätte als 215 kg, wäre er Olympiasieger gewesen.
In den Jahren 2001 und 2002 war Giorgi Assanidse nach dem Rücktritt von Pyrros Dimas und Marc Huster die dominierende Figur auf der Heberbühne im Leichtschwergewicht. Er wurde 2001 in Trenčín Europameister und in Antalya Weltmeister. 2002 kam in Antalya ein weiterer Europameistertitel in Zweikampf hinzu. Lediglich bei der Weltmeisterschaft 2002 in Warschau wurde er von dem Bulgaren Slatan Wanew überrascht. Wanew, im Grunde ein Mittelgewichtler, lag vor seinem letzten Versuch im Stoßen im Zweikampf um 10 kg hinter Assanidse und schaffte das schier unmögliche und stieß mit 217,5 kg Weltrekord. Damit hatte er im Zweikampf wie Assanidse 385 kg und wurde aufgrund seines leichteren Körpergewichtes vor diesem Weltmeister.
Im Jahre 2003 war Giorgi Assanidse verletzt und konnte das ganze Jahr über bei keiner internationalen Meisterschaft starten. Mit großem Trainingsrückstand nahm er 2004 an der Europameisterschaft in Kiew teil und erreichte im Leichtschwergewicht mit 360 kg im Zweikampf nur den 12. Platz. In den wenigen Monaten bis zu den Olympischen Spielen in Athen schaffte er es jedoch, sich wieder in Form zu bringen. Er erzielte in Athen 382,5 kg im Zweikampf, die zum Olympiasieg von Andrej Rybakou aus Belarus und dem ein Comeback versuchenden Pyrros Dimas reichten.
Giorgi Assanidse erklärte danach seinen Rücktritt vom aktiven Hebersport. 2007 versuchte er überraschenderweise bei der Weltmeisterschaft in Chiang Mai in Thailand ein Comeback, das danebenging. Er schaffte im Reißen 160 kg (12. Platz) und hatte im Stoßen drei Fehlversuche mit 187 kg. Er blieb deshalb unplatziert.
Neben den Meistertiteln und Medaillengewinnen gewann Giorgi Assanidse auch in den Einzeldisziplinen Reißen und Stoßen eine Vielzahl an Titeln und Medaillen. Siehe Einzelmedaillen.
Giorgi Assanidse schloss bereits 1996 ein Hochschulstudium an der Georgischen Staatsakademie für Leibeserziehung und Sport in Tiflis ab. Nach seiner aktiven Zeit arbeitete er vorübergehend im georgischen Verteidigungsministerium. Jetzt ist er als parteiloser Abgeordneter Mitglied des Parlamentes von Georgien und Mitglied des Wissenschafts-, Kultur- und Sportkomitees.

## Internationale Erfolge (Zweikampf)
(Mi = Mittelgewicht, Ls = Leichtschwergewicht, bis 77 kg beziehungsweise 83 kg/85 kg Körpergewicht)
- 1994, 2. Platz, Junioren-EM in Rom, Ls, mit 340 kg (155 kg/185 kg), hinter Ibragim Elmursajew, Russland, 350 kg (160 kg/190 kg) und vor Oleksij Obukow, Ukraine, 335 kg (150 kg/185 kg);
- 1994, 16. Platz, WM in Istanbul, Ls, mit 347,5 kg (157,5 kg/190 kg), Sieger: Marc Huster, Deutschland, 382,5 kg (172,5 kg/210 kg) vor Sergo Chakhoyan, Armenien, 380 kg (175 kg/205 kg) und Sunay Bulut, Türkei, 375 kg (165 kg/210 kg);
- 1995, 2. Platz, Junioren-WM in Beerscheba, Israel, Ls, mit 350 kg (162,5 kg/187,5 kg), hinter Swjatoslaw Nikolow, Bulgarien, 352,5 kg (155 kg/197,5 kg) und vor Pawel Basuk, Belarus, 340 kg (155 kg/185 kg);
- 1995, 8. Platz, EM in Warschau, Ls, mit 347,5 kg (160 kg/187,5 kg), Sieger: Pyrros Dimas, Griechenland, 387,5 kg (177,5 kg/210 kg) vor Andrzej Cofalik, Polen, 372,5 kg (167,5 kg/205 kg) und Dursun Sevinç, Türkei, 365 kg (165 kg/210 kg);
- 1995, 1. Platz, Junioren-WM in Warschau, Ls, mit 360 kg (165 kg/195 kg) vor Quin Quang, China, 347,5 kg (157,5 kg/190 kg) und Tadeusz Drzazga, Polen, 340 kg (160 kg/180 kg); Giorgi Assanidse wurde nachträglich wegen Dopings disqualifiziert, der WM-Titel wurde ihm aberkannt;
- 1998, 2. Platz, EM in Riesa, Mi, mit 360 kg (165 kg/195 kg), hinter Slatan Wanew, Bulgarien, 360 kg (160 kg/200 kg) und vor Chatschatur Kjapanakzjan, Armenien, 355 kg (165 kg/190 kg);
- 1998, 6. Platz, WM in Lahti, Mi, mit 357,5 kg (168 kg/190 kg), Sieger: Slatan Wanew, mit 365 kg (162,5 kg/202,5 kg) vor Petar Tanew, Bulgarien, 362,5 kg (160 kg/202,5 kg) und Mehmet Yılmaz, Türkei, 360 kg (165 kg/195 kg);
- 1999, 6. Platz, WM in Athen, Ls, mit 377,5 kg (177,5 kg/200 kg), Sieger: Shahin Nasirinia, Iran, 390 kg (175 kg/215 kg) vor Pyrros Dimas, 387,5 kg (180,5 kg/207,5 kg) und Marc Huster, 382,5 kg (177,5 kg/205 kg);
- 2000, 1. Platz, EM in Sofia, Ls, mit 390 kg (181 kg/205 kg) vor Georgi Gardew, Bulgarien, 285 kg (175 kg/210 kg) und Juri Myschkowez, Russland, 375 kg (170 kg/205 kg),
- 2000, Bronzemedaille, Olympische Sommerspiele in Sydney, Ls, mit 390 kg (180 kg/210 kg), hinter Pyrros Dimas, 390 kg (175 kg/215 kg) und Marc Huster, 390 kg (177,5 kg/212,5 kg);
- 2001, 1. Platz, EM in Trencin, Ls, mit 380 kg (175 kg/205 kg) vor Georgi Gardew, 372,5 kg(172,5 kg/200 kg) und Sergei Schukow, Russland, 367,5 kg (165 kg/202,5 kg);
- 2001, 1. Platz, WM in Antalya, Ls, mit 390 kg (180 kg/210 kg) vor Aljaksandr Anischtschanka, Belarus, 385 kg (177,5 kg/207,5 kg);
- 2002, 1. Platz, EM in Antalya, Ls, mit 380 kg (175 kg/205 kg) vor Mariusz Rytkowski, Polen, 380 kg (172,5 kg/207,5 kg) und Aslambek Edijew, Russland, 367,5 kg (165 kg/202,5 kg);
- 2002, 2. Platz, WM in Warschau, Ls, mit 385 kg (177,5 kg/207,5 kg) hinter Slatan Wanew, 385 kg (167,5 kg/217,5 kg) und vor Ruslan Nowikau, Belarus, 380 kg (172,5 kg/207,5 kg);
- 2004, 12. Platz, EM in Kiew, Ls, mit 360 kg (170 kg/190 kg), Sieger: Isset Ince, Türkei, 380 kg (175 kg/205 kg) vor Zaur Takuschew, Russland, 377,5 kg (177,5 kg/200 kg) und Erdal Sunar, Türkei, 377,5 kg (172,5 kg/205 kg);
- 2004, Goldmedaille, Olympische Sommerspiele in Athen, Ls, mit 382,5 kg (177,5 kg/202,5 kg) vor Andrej Rybakou, Belarus, 380 kg (180 kg/200 kg) und Pyrros Dimas, 377,5 kg (175 kg/202,5 kg);
- 2007, unpl., WM in Chiang Mai/Thailand, Ls, nach 160 kg im Reißen (12. Platz) drei Fehlversuche im Stoßen mit 187 kg; Sieger: Andrej Rybakou, 393 kg (187 kg/206 kg) vor Aslambek Edijew, 372 kg (172 kg/200 kg) und Wadsim Stralzou, Belarus, 370 kg (170 kg/200 kg).

## Einzelmedaillen
- 1994, Silbermedaille, Junioren-EM, Ls, mit 155 kg im Reißen,
- 1994, Bronzemedaille, Junioren-EM, Ls, mit 185 kg im Stoßen,
- 1995, Goldmedaille, Junioren-EM, Ls, mit 162,5 kg im Reißen,
- 1995, Silbermedaille, Junioren-EM, Ls, mit 187,5 kg im Stoßen,
- 1998, Silbermedaille, EM, Mi, mit 165 kg im Reißen,
- 1998, Goldmedaille, WM, Mi, mit 168 kg im Reißen,
- 1999, Silbermedaille, WM, Ls, mit 177,5 kg im Reißen,
- 2000, Goldmedaille, EM, Ls, mit 181 kg im Reißen,
- 2000, Silbermedaille, EM, Ls, mit 210 kg im Stoßen,
- 2001, Goldmedaille, EM, Ls, mit 175 kg im Reißen,
- 2001, Goldmedaille, EM, Ls, mit 205 kg im Stoßen,
- 2001, Goldmedaille, WM, Ls, mit 180 kg im Reißen,
- 2001, Goldmedaille, WM, Ls, mit 210 kg im Stoßen,
- 2002, Goldmedaille, EM, Ls, mit 175 kg im Reißen,
- 2002, Silbermedaille, EM, Ls, mit 205 kg im Stoßen,
- 2002, Goldmedaille, WM, Ls, mit 177,5 kg im Reißen

## Weltrekorde
- 1998 in Lahti, 168 kg im Reißen, Mi,
- 2000 in Sofia, 181 kg im Reißen, Ls